# Sha-La-La-La-La
Sha-La-La-La-La 是丹麦華麗搖滾樂隊The Walkers於1973年推出的一首歌曲。該歌曲由乐队成员Torben Lendager和Poul Dehnhardt共同创作。該歌曾被荷兰歐陸舞曲乐队反骨搭檔組以及香港的溫拿樂隊翻唱。